# Mike Paradinas
Michael Paradinas (n. 26 septembrie 1971), ce creează mai mult sub numele scenic μ-Ziq (ce se pronunță precum cuvântul "music") plus multe alte nume scenice, este un muzician și compozitor Britanic de muzică electronică.

## Discografie

### Ca μ-Ziq

#### Albume
- Tango n' Vectif (1993)
- Bluff Limbo (1994)
- In Pine Effect (1995)
- Lunatic Harness (1997)
- Royal Astronomy (1999)
- Bilious Paths (2003)
- Duntisbourne Abbots Soulmate Devastation Technique (2007)

#### EP-uri
- Phi*1700 (U/V) (1994)
- The Auteurs Vs μ-Ziq (1994)
- Salsa with Mesquite (1995)
- Urmur Bile Trax Volume 1 & 2 (1997)
- My Little Beautiful (1997)
- Brace Yourself (1998)
- The Fear (1999)
- Ease Up (2005)

#### Ca Tusken Raiders / Rude Ass Tinker
- Bantha Trax (1995)
- Bantha Trax Vol. 2 (1999)
- The Motorbike Track (1999)
- Imperial Break (2001)

#### As Jake Slazenger
- Makesaracket (1995)
- Megaphonk (1995)
- Nautilus (1996)
- Das Ist Ein Groovybeat, Ja (1996)
- Pewter Dragon (2006)

#### Ca Kid Spatula
- Spatula Freak (1995)
- Full Sunken Breaks (2000)
- Meast (2004)

#### Frost Jockey
- Burgundy Trax Vol 1  (2000)
- Burgundy Trax Vol 2  (2000)

#### Ca Gary Moscheles
- Shaped to Make Your Life Easier (1996)

### Collaborations

#### Diesel M (with Marco Jerrentrup)
- M for Multiple (1993)
- M for Mangoes (1995)

#### Mike & Rich (cuRichard D. JamesakaAphex Twin)
- Expert Knob Twiddlers (1996)

#### Slag Boom Van Loon (cu Jochem Paap akaSpeedy J)
- Slag Boom Van Loon (1998)
- So Soon (2001)